# Mesoperla crucigera
Mesoperla crucigera és una espècie d'insecte pertanyent a la família dels pèrlids i l'única del gènere Mesoperla.